# 訃報 2018年2月
訃報 2018年2月（ふほう 2018ねん2がつ）では、2018年2月に物故した、又は物故が報じられた人物についてまとめる。

## (1日 - 15日)

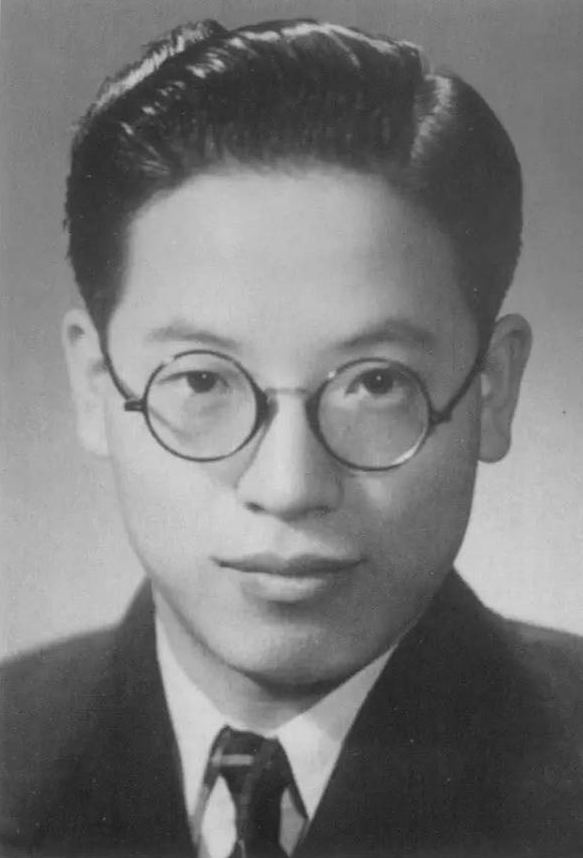
宿白／2月1日没

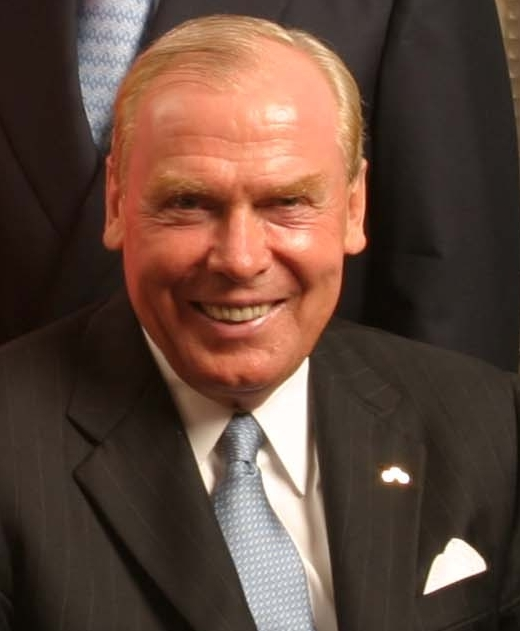
ジョン・ミード・ハンツマン／2月2日没

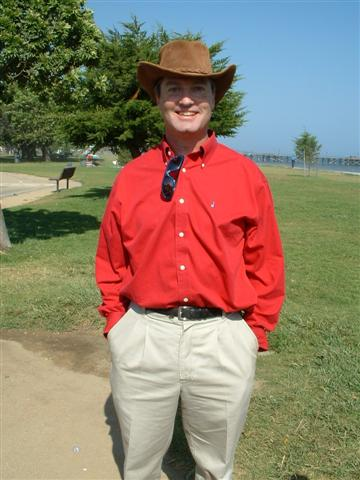
ジョセフ・ポルチンスキー／2月2日没

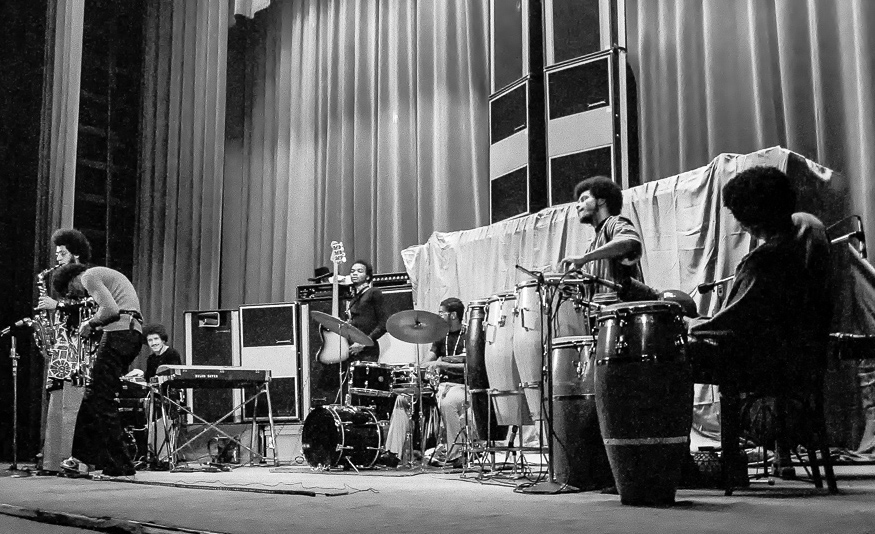
レオン・チャンクラー／2月3日没

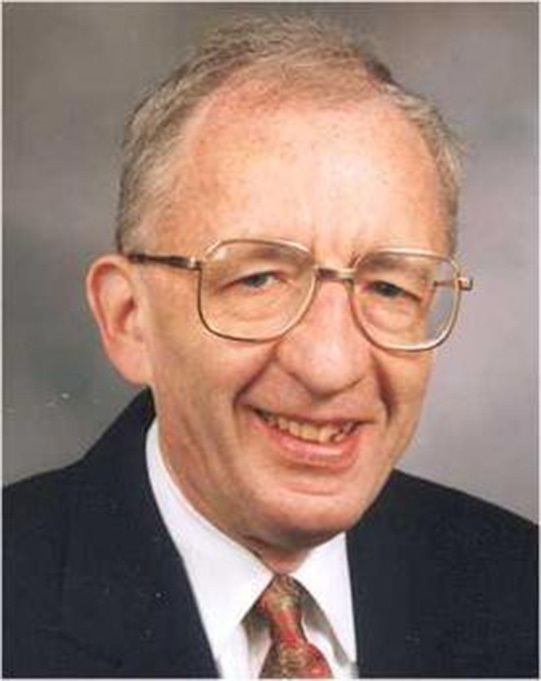
アラン・ベイカー／2月4日没

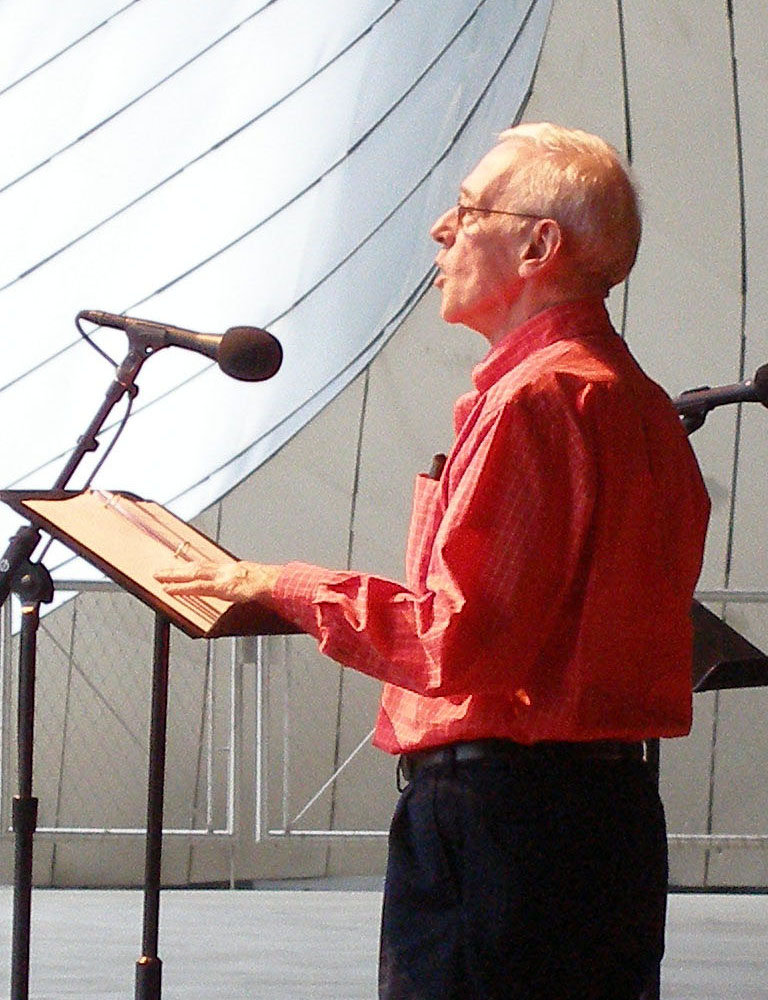
ジョン・マホーニー／2月4日没

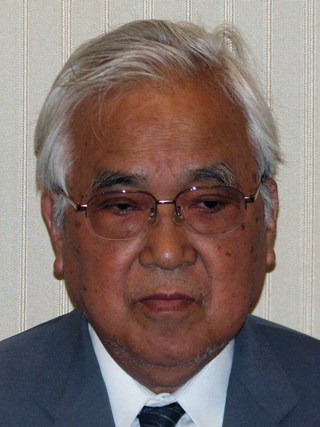
古在由秀／2月5日没

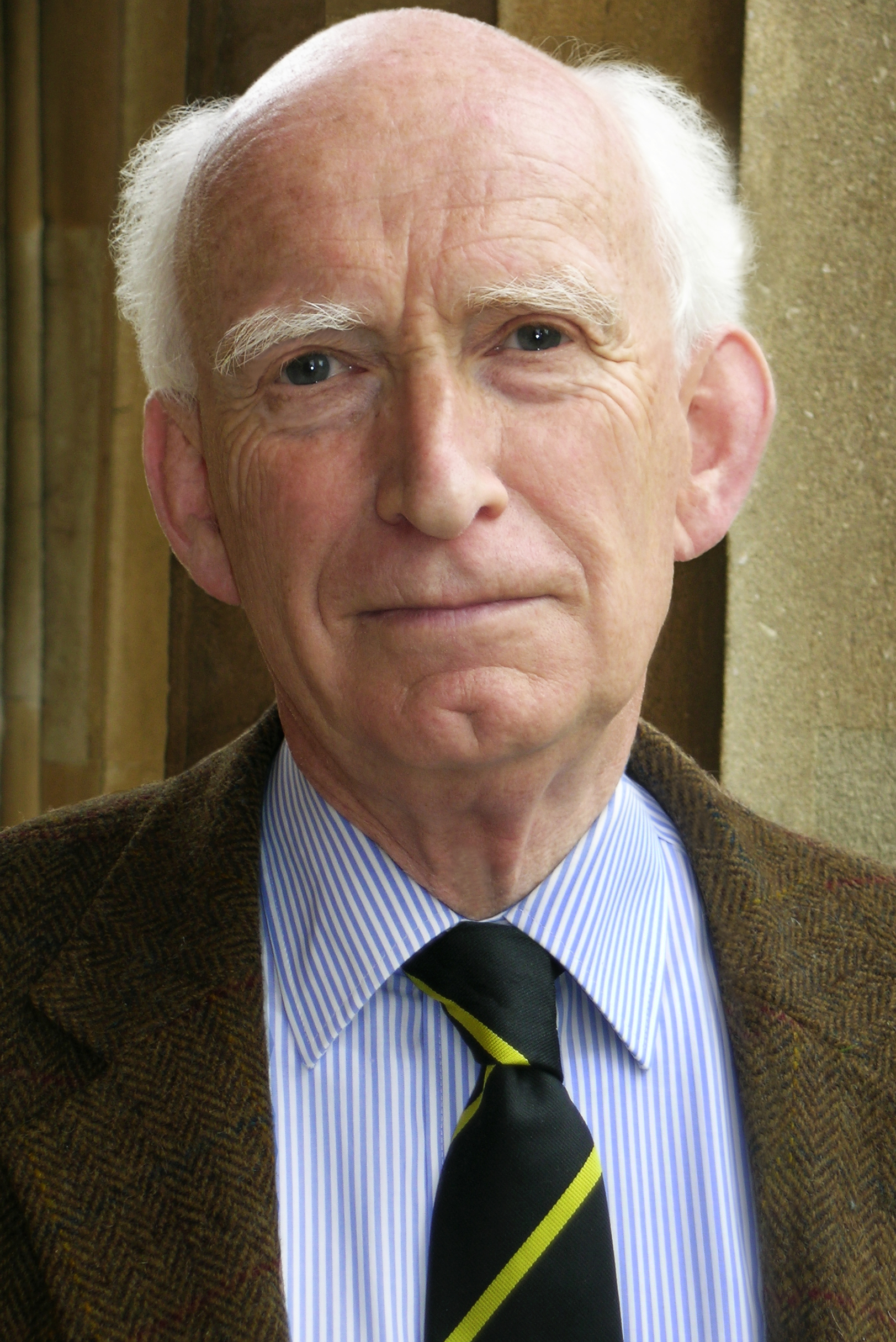
ドナルド・リンデンベル／2月5日没

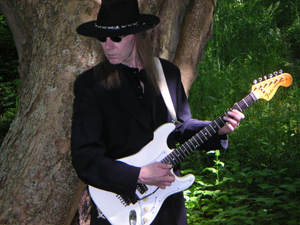
ジーノ・ロート／2月5日没

饒宗頤／2月6日没

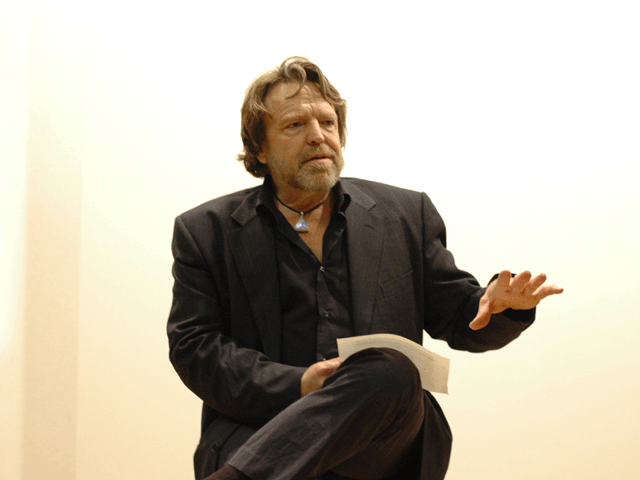
ジョン・ペリー・バーロウ／2月7日没

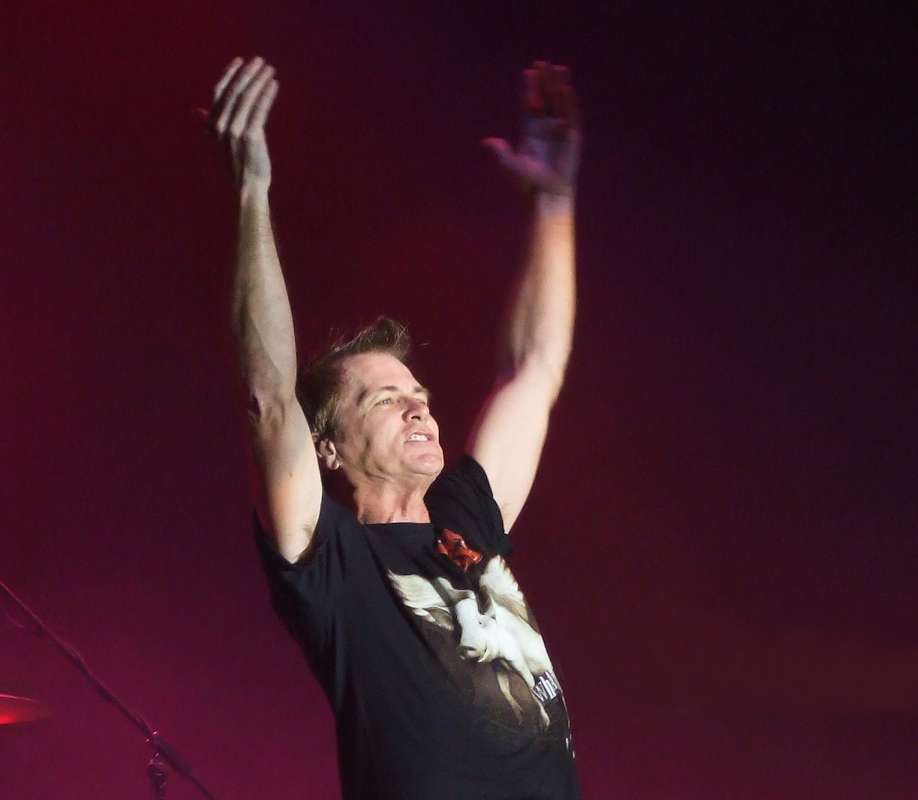
パット・トーピー／2月7日没

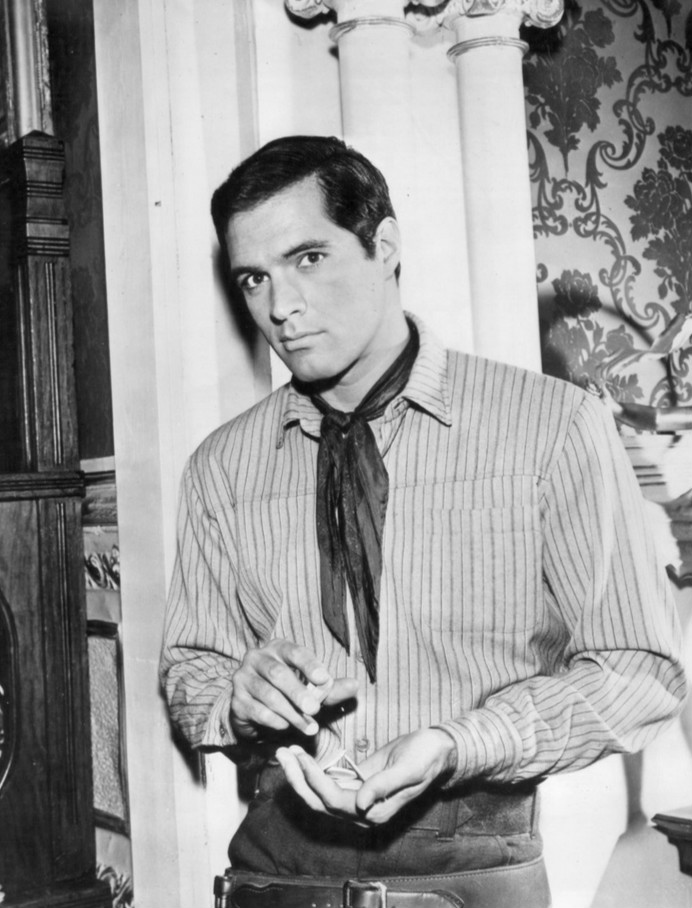
ジョン・ギャヴィン／2月9日没

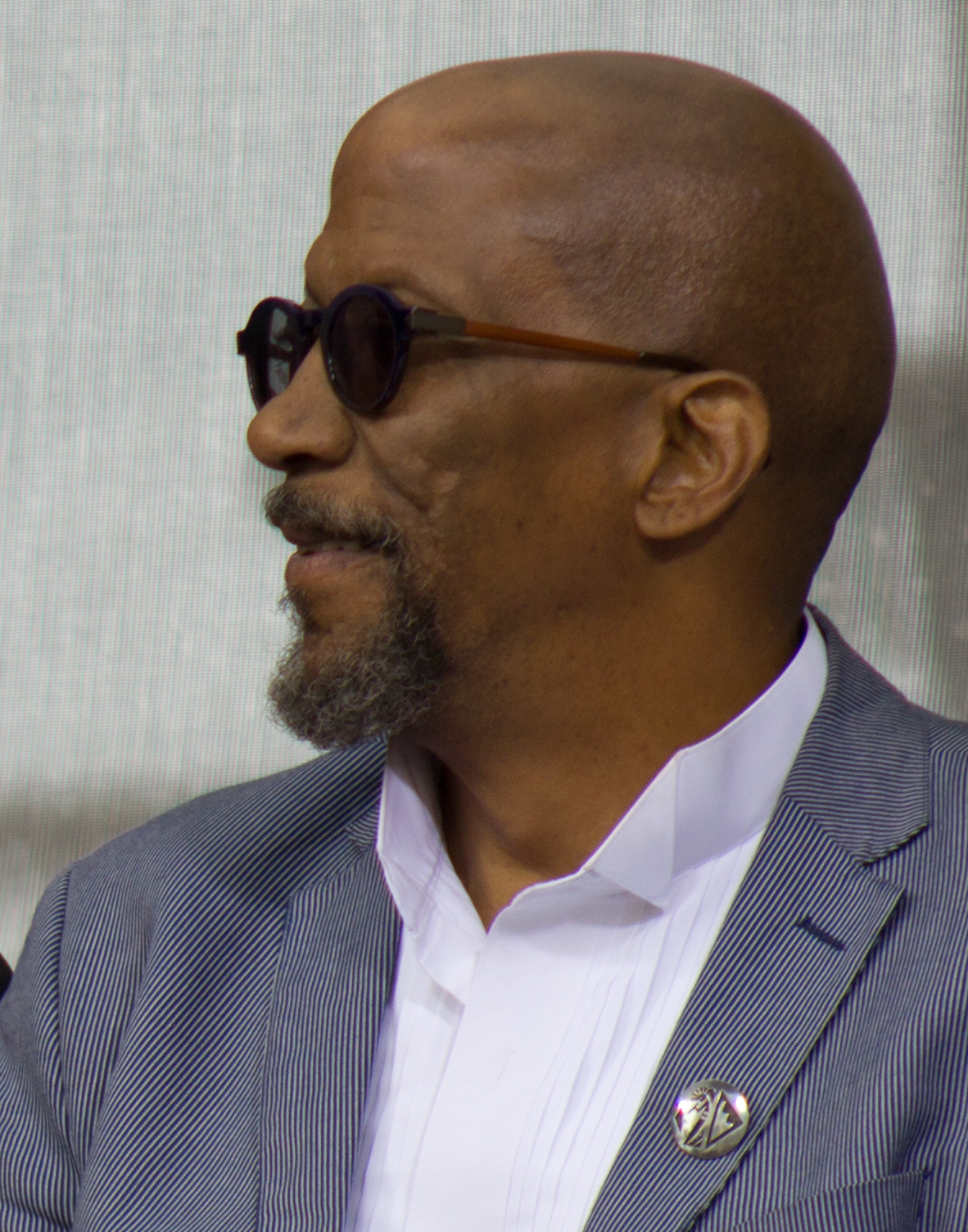
レグ・E・キャシー／2月9日没

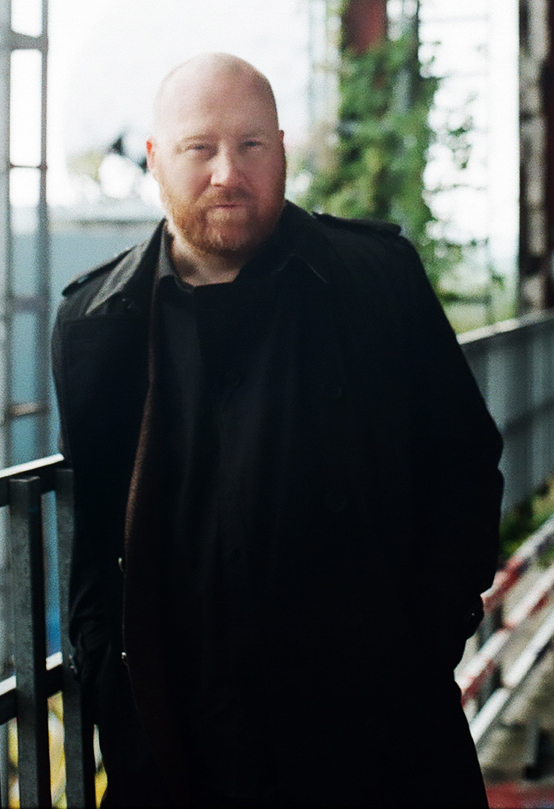
ヨハン・ヨハンソン／2月9日没

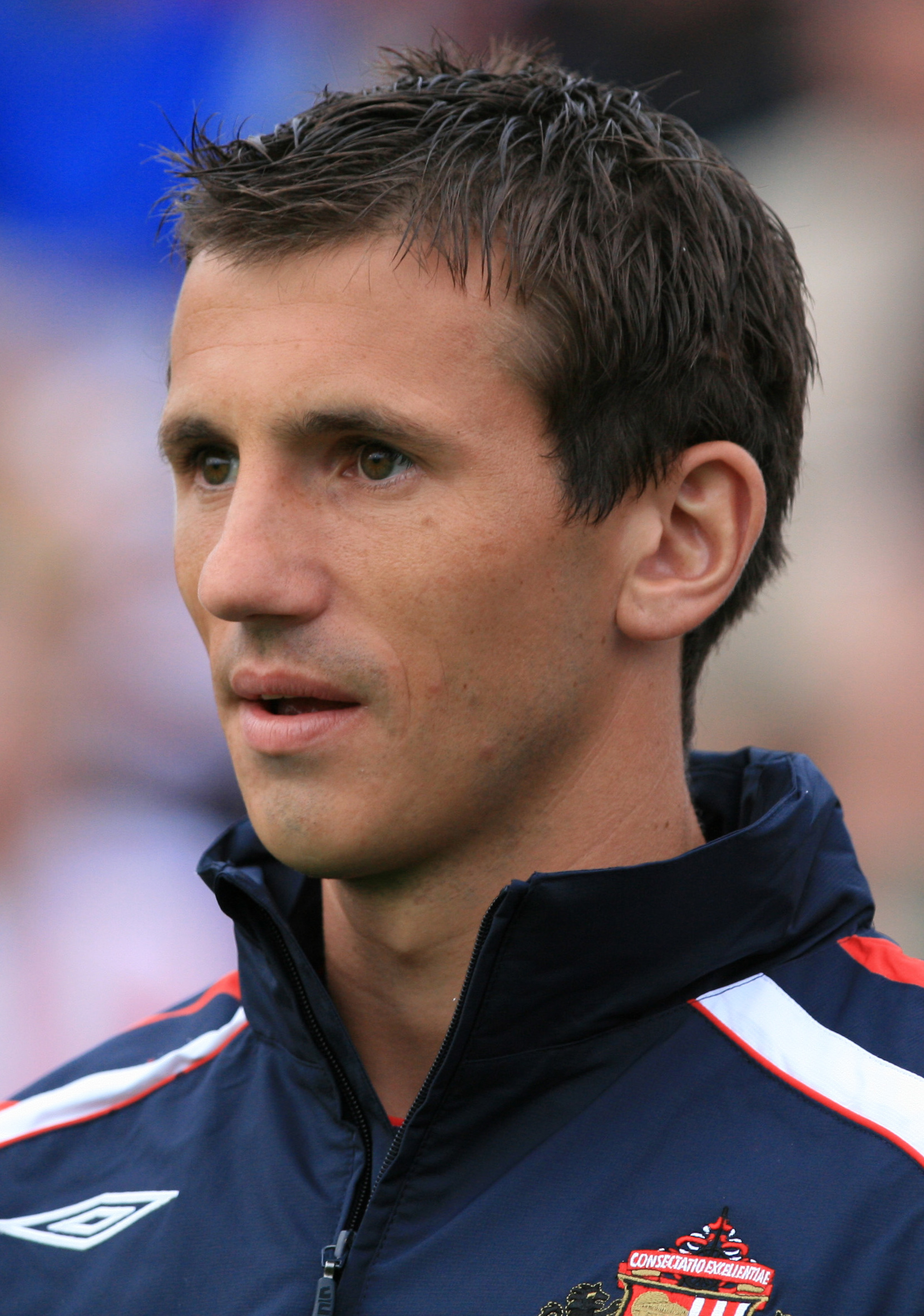
リアム・ミラー／2月9日没

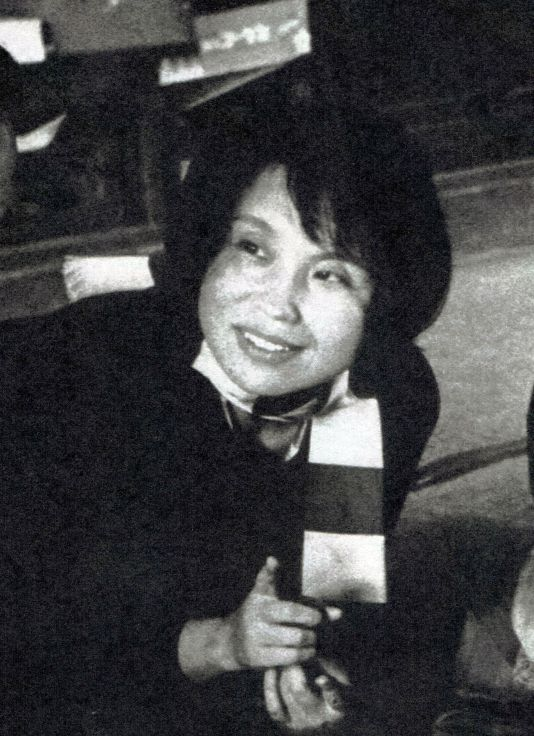
石牟礼道子／2月10日没

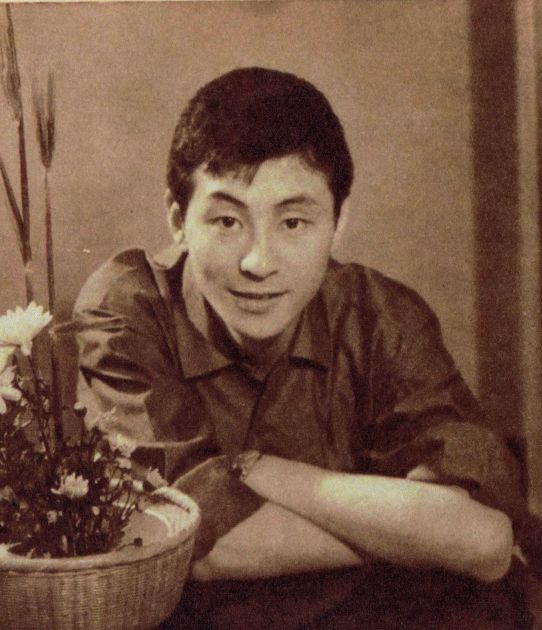
川地民夫／2月10日没

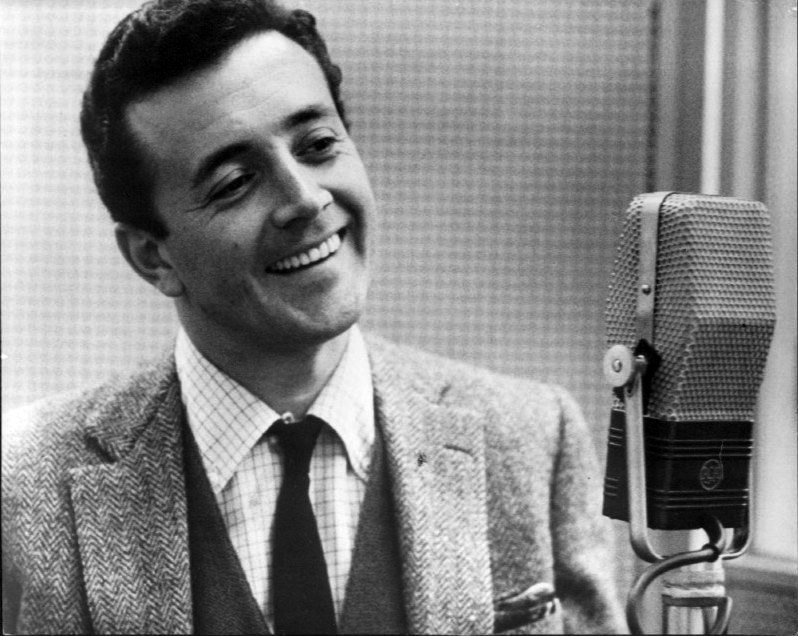
ヴィック・ダモーン／2月11日没

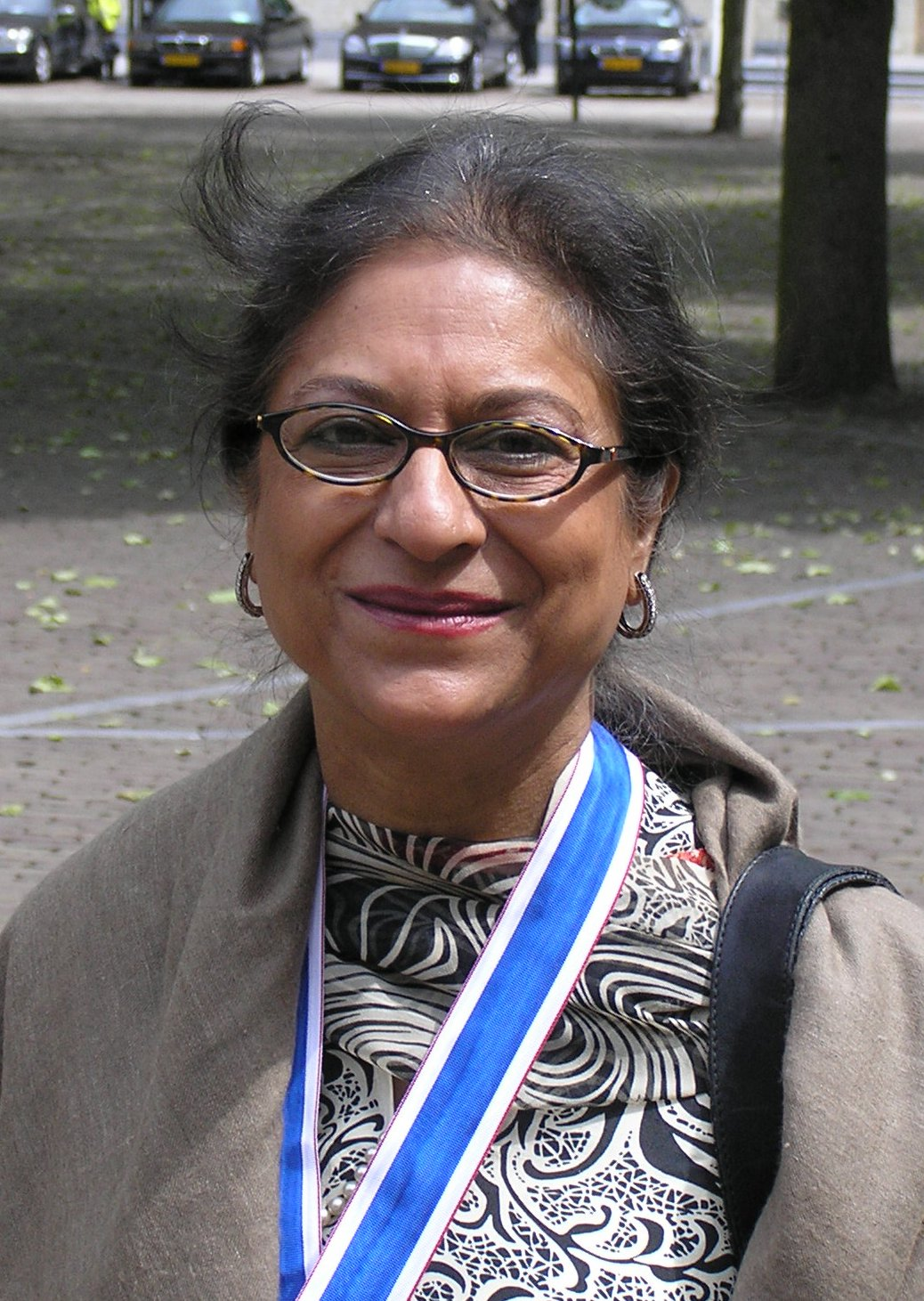
アスマ・ジャハンギール／2月11日没

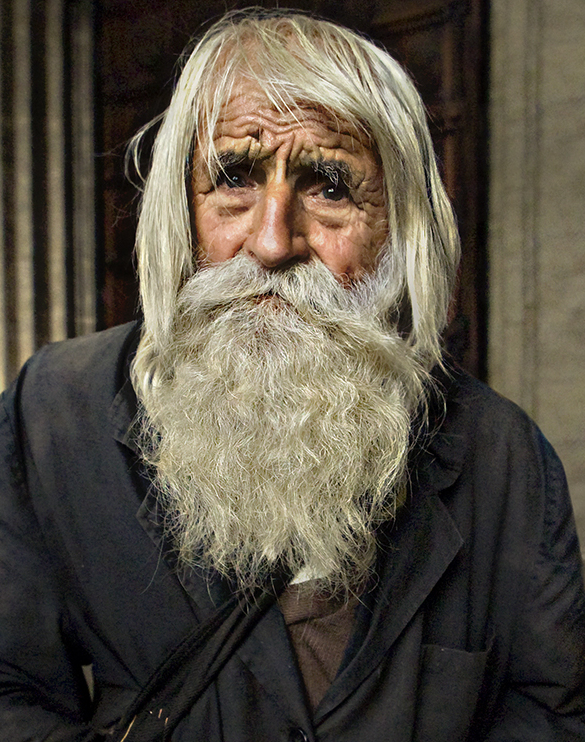
ドブリ・ドブレフ／2月13日没

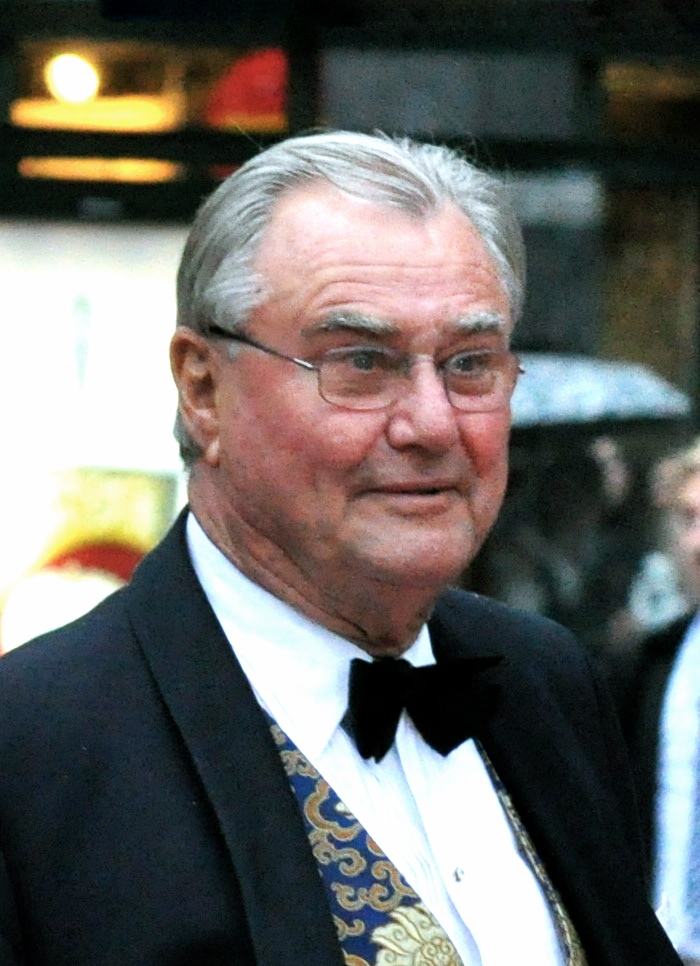
ヘンリック／2月13日没

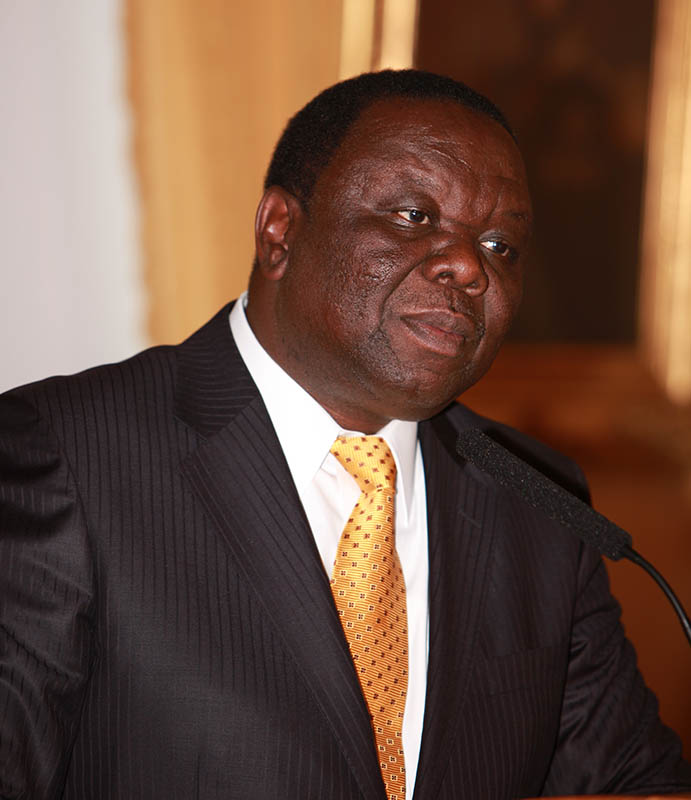
モーガン・ツァンギライ／2月14日没

- 2月1日 - 宿白、中華人民共和国の考古学者、北京大学名誉教授（* 1922年）[1]
- 2月1日 - 田中昭二、日本の政治家、元衆議院議員（* 1927年）[2]
- 2月1日 - レツゴー長作、日本の漫才師、歌手、レツゴー三匹のメンバー（* 1943年）[3]
- 2月1日 - デニス・エドワーズ（英語版）、アメリカ合衆国のソウルミュージック・R&B歌手、テンプテーションズのメンバー（* 1943年）[4]
- 2月1日 - 柴田篤男（田中文彌）、日本の彫刻家、仏師、定朝法印第四十一世（* 1944年）[5]
- 2月1日 - フィデル・カストロ・ディアスバラルト（英語版）、キューバの原子核物理学者、キューバ国家評議会科学顧問（* 1949年）[6]
- 2月1日 - 桂福車、日本の落語家（* 1961年）[7]
- 2月2日 - 和田進、日本の政治家、元兵庫県高砂市議会副議長（* 1933年) [8]
- 2月2日 - 赤塚安則、日本の実業家、元柿安本店社長（* 1932年）[9]
- 2月2日 - ジョン・ミード・ハンツマン (シニア)、アメリカ合衆国の実業家、ハンツマン・コーポレーション創業者（* 1937年）[10]
- 2月2日 - 重栖隆、日本のNPOわかやま環境ネットワーク元代表（* 1954年?）[11]
- 2月2日 - ジョセフ・ポルチンスキー、アメリカ合衆国の物理学者（* 1954年）[12]
- 2月2日 - 高木弘樹、日本のアニメーター、作画監督（* 1961年）[13]
- 2月3日 - マイケル・ハーナー（英語版）、アメリカ合衆国の人類学者（* 1929年）[14]
- 2月3日 - 伊佐千尋、日本のノンフィクション作家（* 1929年）[15]
- 2月3日 - 宮田順、日本の実業家、元福島民報社務・東京支社長、元福島テレビ専務（* 1932年）[16]
- 2月3日 - 大西敬三、日本の実業家、日本製鋼所社長（* 1935年）[17]
- 2月3日 - 佐藤俊和、日本の空手家、元由利本荘市議会議員（* 1948年）[18]
- 2月3日 - レオン・チャンクラー、アメリカ合衆国のジャズ・ファンクドラマー（* 1954年）[19]
- 2月3日 - 前多敬一郎、日本の獣医学者、東京大学大学院農学生命科学研究科・農学部教授、名古屋大学名誉教授（* 1955年）[20]
- 2月4日 - 三橋國民、日本の造形美術家（* 1920年）[21]
- 2月4日 - 木下としお、日本の漫画家、アニメーター、きのプロダクション創業者（* 1925年）[22]
- 2月4日 - 岩崎卓也、日本の考古学者、筑波大学名誉教授（* 1929年）[23]
- 2月4日 - ケネス・ヘイグ（英語版）、イギリスの俳優（* 1931年）[24]
- 2月4日 - 関谷哲夫、日本の実業家、元日本精工社長（* 1934年）[25]
- 2月4日 - 本多当一郎、日本のアナウンサー、元日本テレビアナウンサー（* 1934年）[26]
- 2月4日 - 山下宏幸、日本の熱工学者、元福岡大学学長（* 1938年）[27]
- 2月4日 - アラン・ベイカー、イギリスの数学者（* 1939年）[28]
- 2月4日 - ジョン・マホーニー、アメリカ合衆国の俳優（* 1940年）[29]
- 2月4日 - 2代目花柳昌太朗、日本の日本舞踊家（* 1940年）[30]
- 2月4日 - エズモンド・ブラッドリー・マーティン（英語版）、アメリカ合衆国の自然保護活動家（* 1941年）[31]
- 2月4日 - 久保板観、日本の映画看板職人（* 1941年）[32]
- 2月4日 - エドウィン・ジャクソン（英語版）、アメリカ合衆国のアメリカンフットボール選手（インディアナポリス・コルツ）（* 1991年）[33]
- 2月5日 - 古在由秀、日本の天文学者、初代国立天文台長（* 1928年）[34]
- 2月5日 - 尾形安人、日本の政治家、元徳島県土成町長（* 1934年?）[35]
- 2月5日 - ドナルド・リンデンベル、イギリスの天体物理学者（* 1935年）[36]
- 2月5日 - 乾徳門（中国語版）、中華民国の俳優（* 1943年）[37]
- 2月5日 - ジーノ・ロート、ドイツのギタリスト（* 1956年）[38]
- 2月6日 - 饒宗頤、中華人民共和国の学者、詩人、書道家、画家（* 1917年）[39]
- 2月6日 - 久保進、日本の実業家、青二プロダクション創業者・会長（* 1935年）[40]
- 2月6日 - 奈良文夫、日本の俳人（* 1937年）[41]
- 2月6日 - 南川三治郎、日本の写真家（* 1945年）[42]
- 2月6日 - 永田生慈、日本の浮世絵研究家、評論家（* 1951年）[43]
- 2月6日 - キム・ハンイル（朝鮮語版）、大韓民国の歌手（* 1990年）[44]
- 2月7日 - 板倉聖宣、日本の教育学者、仮説実験授業提唱者（* 1930年）[45]
- 2月7日 - ジョン・ペリー・バーロウ、アメリカ合衆国の詩人、作詞家、政治活動家、電子フロンティア財団共同設立者（* 1947年）[46]
- 2月7日 - 坂東尚周、日本の化学者、京都大学名誉教授（* 1933年）[47]
- 2月7日 - 松尾祐作、日本の発達心理学者、元福岡教育大学学長、福岡県人権研究所所長（* 1942年）[48]
- 2月7日 - パット・トーピー、アメリカ合衆国のドラマー、MR. BIGメンバー（* 1953年）[49]
- 2月7日 - ジル・メシック（英語版）、アメリカ合衆国の映画プロデューサー（* 1967年）[50]
- 2月8日 - 大内恒夫、日本の裁判官、元最高裁判所判事（* 1922年）[51]
- 2月8日 - 三石明善、日本の物理学者、大阪大学名誉教授（* 1925年）[52]
- 2月8日 - 安達勤、日本の工学者、元大阪産業大学教授、筑波大学名誉教授（* 1932年）[53]
- 2月8日 - 延藤安弘、日本の建築家、都市計画家（* 1940年）[54]
- 2月8日 - ラヴバッグ・スタースキー（英語版）、アメリカ合衆国のラッパー、DJ（* 1960年）[55]
- 2月8日 - 新田万紀子、日本の声優（* 1961年）[56]
- 2月8日 - ハリド・メスード（英語版）、パキスタンの過激派活動家、パキスタン・ターリバーン運動（TTP）副司令官（* 1973年）[57]
- 2月9日 - アントワーヌ・キュリオリ（フランス語版）、フランスの言語学者（* 1924年）[58]
- 2月9日 - 山里勇吉、日本の沖縄民謡歌手（* 1925年）[59]
- 2月9日 - ジョン・ギャヴィン、アメリカ合衆国の俳優、元駐在メキシコ大使（* 1931年）[60]
- 2月9日 - 山城時正、日本の政治家、元沖縄県佐敷町長（* 1933年）[61]
- 2月9日 - アン・トリーズマン（英語版）、アメリカ合衆国の心理学者（* 1935年）[62]
- 2月9日 - クレイグ・マグレガー（英語版）、アメリカ合衆国のベーシスト、フォガットメンバー（* 1949年）[63]
- 2月9日 - レグ・E・キャシー、アメリカ合衆国の俳優（* 1958年）[64]
- 2月9日 - ヨハン・ヨハンソン、アイスランドの作曲家（* 1969年）[65]
- 2月9日 - リアム・ミラー、アイルランドのサッカー選手、元アイルランド代表（* 1981年）[66]
- 2月10日 - 池田幸一、日本の元シベリア抑留者、シベリア抑留者支援 記録センター世話人（* 1921年）[67]
- 2月10日 - 石牟礼道子、日本の作家（* 1927年）[68]
- 2月10日 - 櫛田久、日本の実業家、中日新聞社相談役（* 1931年?）[69]
- 2月10日 - 松原美代子、日本の反核運動家（* 1932年）[70]
- 2月10日 - 川地民夫、日本の俳優（* 1938年）[71]
- 2月10日 - 豊竹始太夫、日本の人形浄瑠璃師、文楽太夫（* 1967年）[72]
- 2月11日 - 荒角理宰、日本の実業家、元山陽ジャスコ会長（* 1918年?）[73]
- 2月11日 - 菅原信海、日本の僧侶、元妙法院門主、早稲田大学名誉教授（* 1925年）[74]
- 2月11日 - 牧野吉五郎、日本の教育学者、元弘前大学学長、元青森中央学院大学学長（* 1927年）[75]
- 2月11日 - ヴィック・ダモーン、アメリカ合衆国の歌手、俳優（* 1928年）[76]
- 2月11日 - 佐伯尚美、日本の農業経済学者、東京大学名誉教授（* 1929年）[77]
- 2月11日 - 翠みち代、日本の形態模写芸人（* 1935年）[78]
- 2月11日 - トム・ラップ（英語版）、アメリカ合衆国のシンガーソングライター、パールズ・ビフォア・スワイン（英語版）リーダー（* 1947年）[79]
- 2月11日 - アスマ・ジャハンギール、パキスタンの人権派弁護士、国連特別報告者（* 1952年）[80]
- 2月12日 - マーティ・アレン（英語版）、アメリカ合衆国の俳優、コメディアン（* 1922年）[81]
- 2月12日 - 馬場新英、日本の政治家、元福島県会津高田町長（* 1928年?）[82]
- 2月12日 - 種田弘、日本の元プロ野球選手（* 1932年）[83]
- 2月12日 - 高倉照幸、日本の元プロ野球選手、野球解説者（* 1934年）[84]
- 2月12日 - 西條遊児、日本の元漫才師、タレント（* 1937年）[85]
- 2月12日 - ビル・クライダー（英語版）、アメリカ合衆国の小説家（* 1947年）[86]
- 2月12日 - ダリル・シングルタリー（英語版）、アメリカ合衆国のカントリー・ミュージック歌手（* 1971年）[87]
- 2月13日 - ドブリ・ドブレフ、ブルガリアの物乞いで教会への寄進を募った人物（* 1914年）[88]
- 2月13日 - ヘンリック (デンマーク王配)、デンマーク女王マルグレーテ2世の王配（* 1934年）[89]
- 2月13日 - 草原タカオ、日本の漫画家、イラストレーター（* 1940年）[90]
- 2月13日 - クラーシェ・ヴァン・ダー・ヴァル （オランダ語版）、オランダのベーシスト、ショッキング・ブルーメンバー（* 1949年）[91]
- 2月13日 - 寺山憲二、日本の政治家、元北海道音更町長（* 1951年）[92]
- 2月13日 - 吉岡逸夫、日本のジャーナリスト、カメラマン（* 1952年）[93]
- 2月13日 - ヴィクター・ミラン（英語版）、アメリカ合衆国のSF、ファンタジー作家（* 1954年）[94]
- 2月14日 - 細川春雄、日本の実業家、元新京成電鉄社長（* 1922年?）[95]
- 2月14日 - ルード・ルベルス（英語版）、オランダの政治家、外交官、元首相、元国際連合難民高等弁務官（* 1939年）[96]
- 2月14日 - 小比賀忠和、日本のバレーボール選手、大阪府バレーボール協会副会長（* 1933年）[97]
- 2月14日 - モーガン・ツァンギライ、ジンバブエの政治家、元首相（* 1952年）[98]
- 2月14日 - イ・ホヨン（朝鮮語版）、大韓民国の映画プロデューサー、DSPメディア創業者（* 1954年）[99]
- 2月14日 - 尾岸孝雄、元北海道上富良野町長（* 1939年）[100]
- 2月15日 - 鍛冶良堅、日本の法学者、弁護士、明治大学名誉教授（* 1926年）[101]
- 2月15日 - 小曽根実、日本のジャズピアニスト、オルガン奏者、ジャズピアニスト小曽根真の実父（* 1934年）[102]
- 2月15日 - 田井晴代、日本の郷土史家（* 1934年）[103]
- 2月15日 - ピエル・パオロ・カポーニ（イタリア語版）、イタリアの俳優（* 1938年）[104]
- 2月15日 - Febb As Young Mason、日本のラッパー、ヒップホップグループ『Fla$hBackS』メンバー（* 1994年）[105]

## (16日 - 28日)

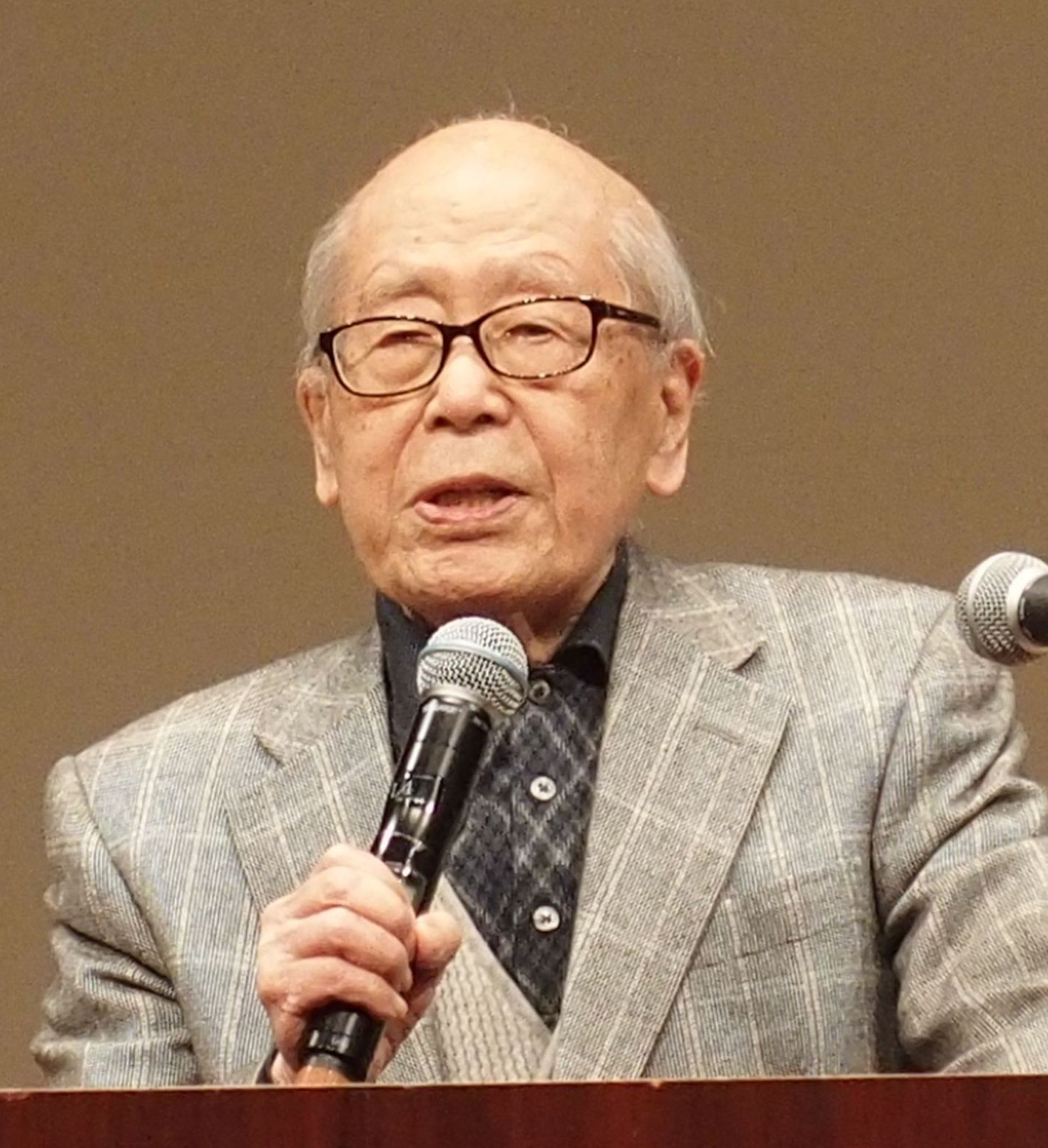
金子兜太／2月20日没

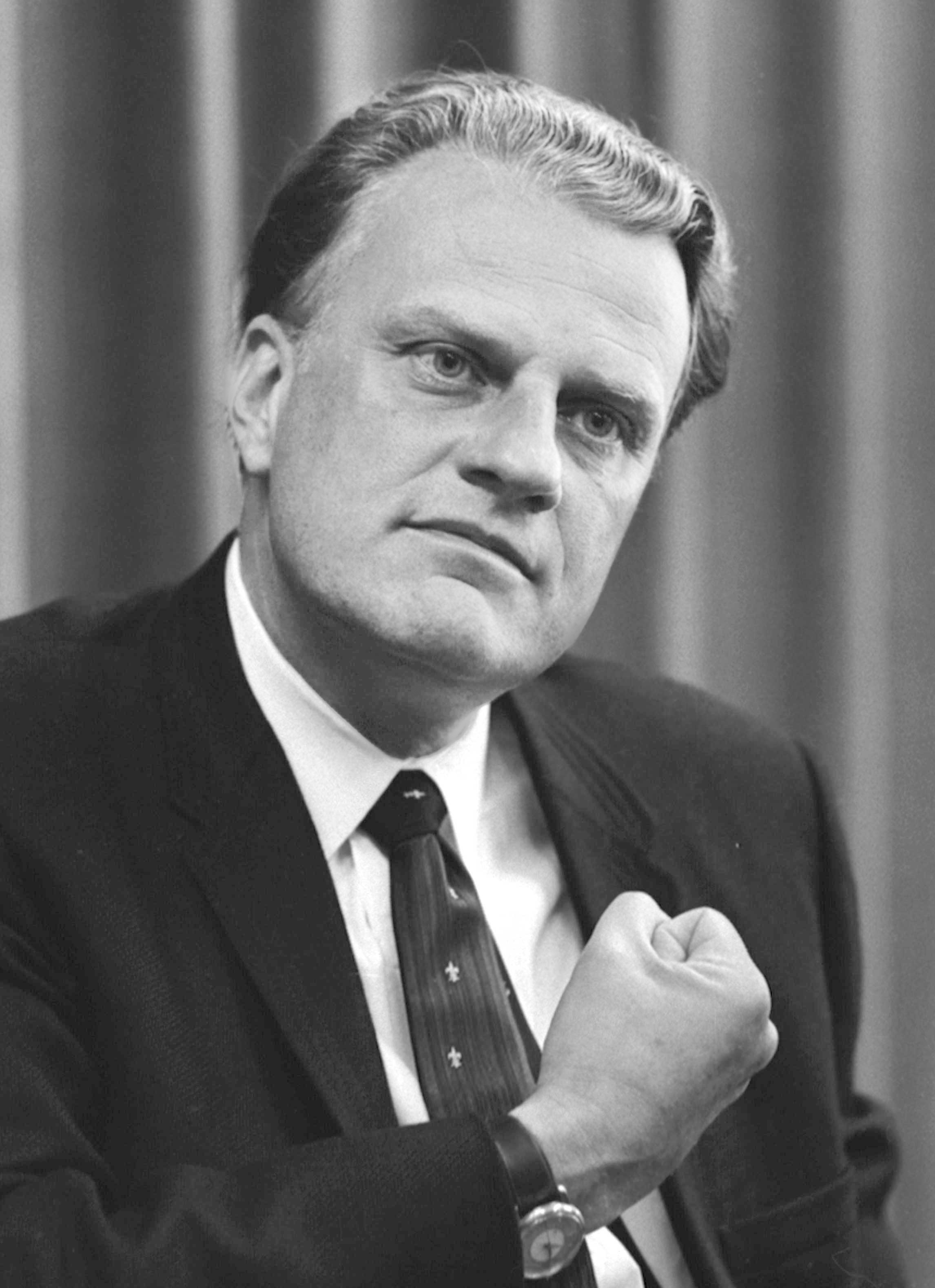
ビリー・グラハム／2月21日没

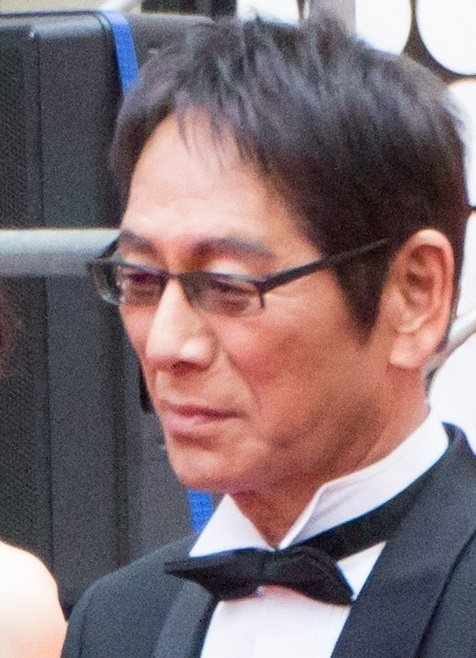
大杉漣／2月21日没

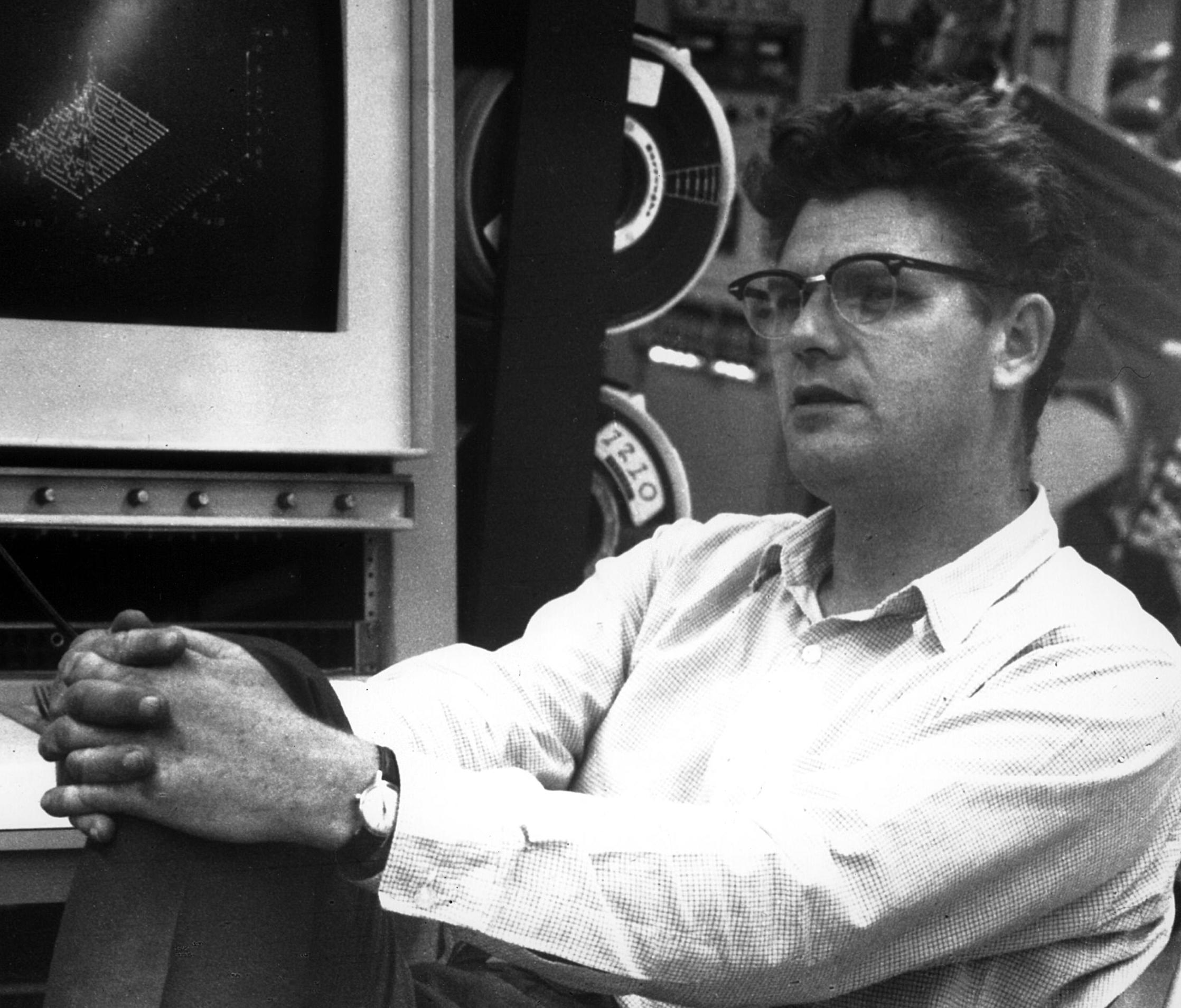
リチャード・E・テイラー／2月21日没

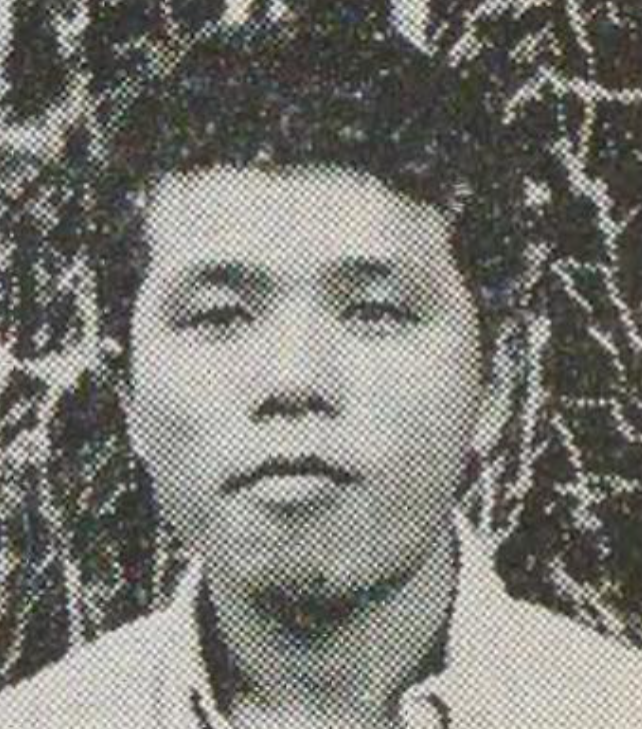
左とん平／2月24日没

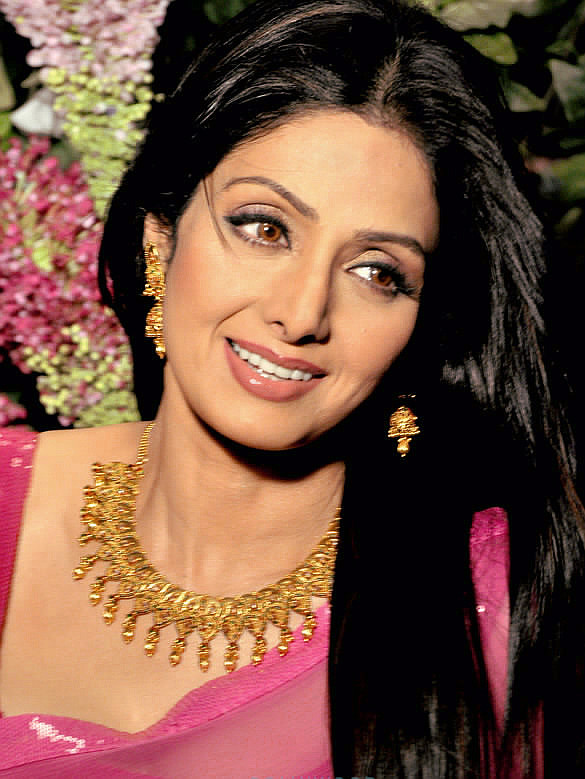
シュリデヴィ／2月24日没

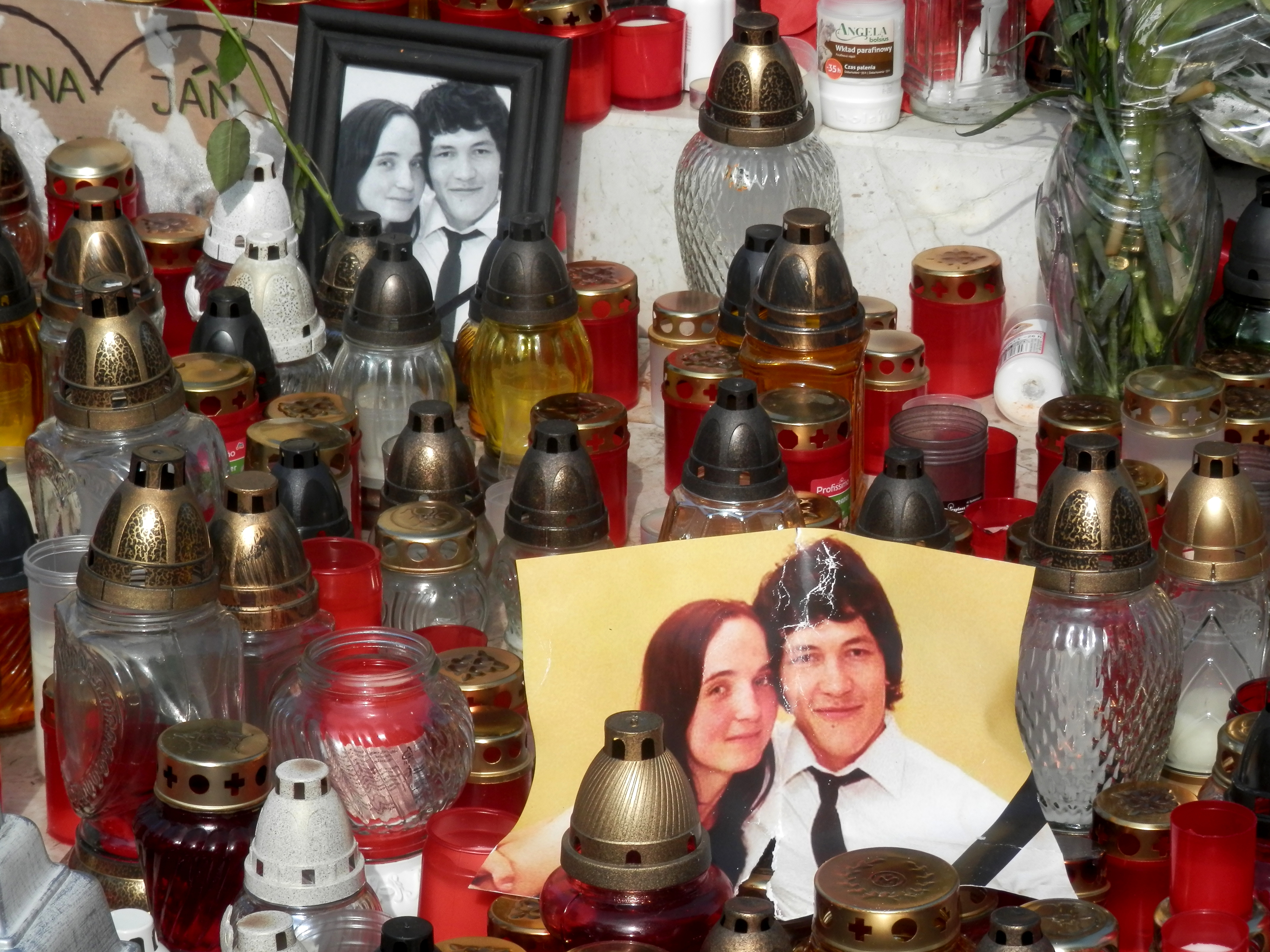
ヤン・クツィアク（右、発見日）／2月25日没

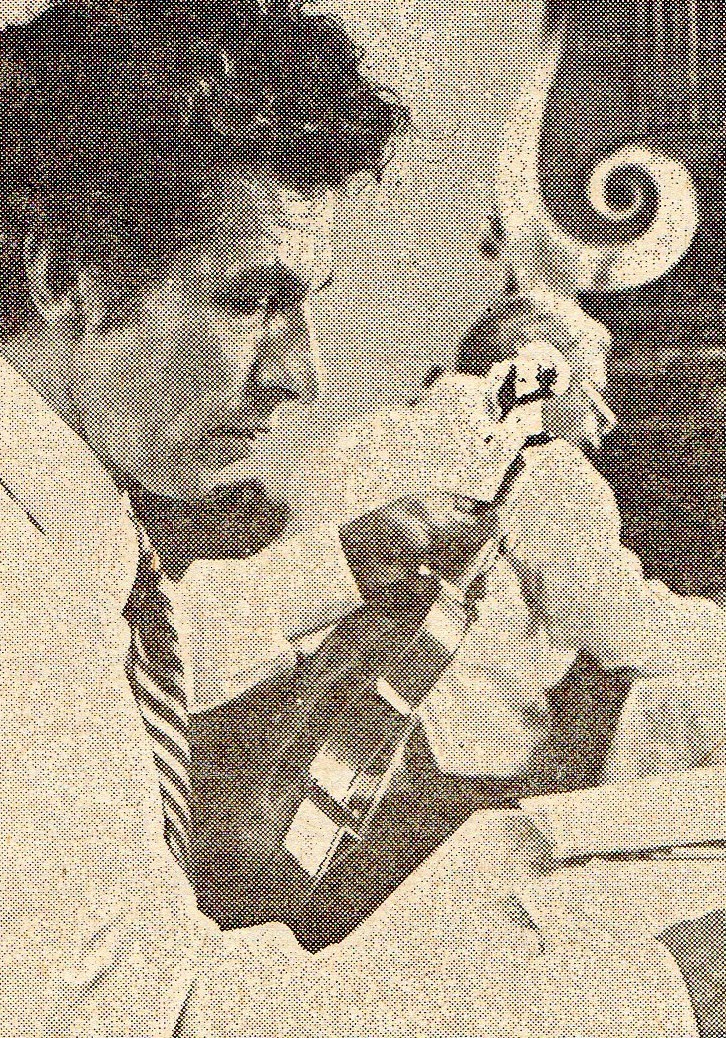
ジョ・バッタ・モラッシ／2月27日没

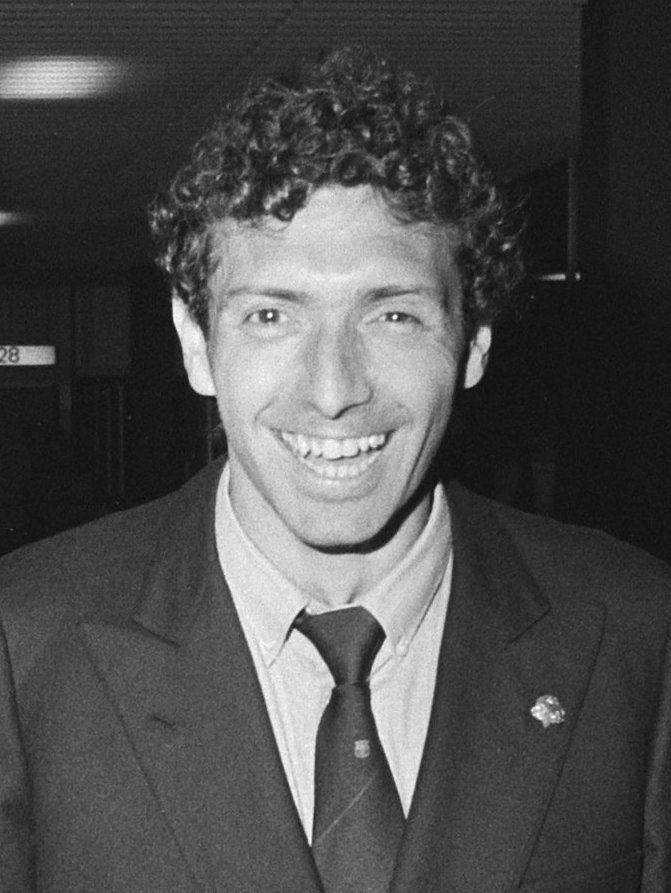
エンリケ・カストロ・ゴンサレス／2月27日没

- 2月16日 - 井上喜久子、日本の馬場馬術選手（* 1924年）[106]
- 2月16日 - リトル・サミー・デイビス（英語版）、アメリカ合衆国のブルース歌手（* 1928年）[107]
- 2月16日 - ナポレオン・アブエバ（スペイン語版）、フィリピンの彫刻家（* 1930年）[108]
- 2月16日 - 田宮榮一、日本の元警察官、警視庁捜査一課元課長、日本テレビ放送網客員解説員（* 1932年）[109]
- 2月16日 - バーバラ・アルストン、アメリカ合衆国の歌手、クリスタルズメンバー（* 1943年）[110]
- 2月16日 - ジム・ブリッドウェル（英語版）、アメリカ合衆国のフリークライマー、登山家（* 1944年）[111]
- 2月16日 - ボイド・ジャービス（英語版）、アメリカ合衆国の音楽プロデューサー、ミュージシャン（* 1958年）[112]
- 2月16日 - 不破信彦、日本の開発経済学者、東京大学公共政策大学院教授（* 1961年）[113]
- 2月17日 - 新橋遊吉、日本の小説家（* 1933年）[114]
- 2月17日 - 宮良高弘、日本の民俗学者、札幌大学名誉教授（* 1935年）[115]
- 2月17日 - 蓮見治雄、日本の言語学者、東京外国語大学名誉教授（* 1941年）[116]
- 2月17日 - 中村一基、日本の民俗学者、岩手大学名誉教授（* 1948年）[117]
- 2月17日 - えとう乱星、日本の小説家（* 1949年）[118]
- 2月18日 - 鈴木忠義、日本の観光学者、東京工業大学名誉大学（* 1924年）[119]
- 2月18日 - 小野茂、日本の心理学者、大阪大学名誉教授（* 1925年）[120]
- 2月18日 - 村田薫、日本の実業家、元昭和電線電纜社長（* 1930年）[121]
- 2月18日 - ギュンター・ブローベル、アメリカ合衆国の生物学者、ノーベル生理学・医学賞受賞者（* 1936年）[122]
- 2月18日 - 河野弘史、日本の政治家、元福岡県柳川市長（* 1936年）[123]
- 2月18日 - エルマー・ロハス（スペイン語版）、グアテマラの画家（* 1942年）[124]
- 2月18日 - 多田和博、日本の装丁家（* 1949年）[125]
- 2月18日 - イドリッサ・ウエドラオゴ、ブルキナファソの映画監督（* 1954年）[126]
- 2月18日 - ディディエ・ロックウッド、フランスのジャズヴァイオリニスト（* 1956年）[127]
- 2月18日 - ナジフ・ムジチ（ドイツ語版）、ボスニア・ヘルツェゴビナの鉄くず拾い、映画『鉄くず拾いの物語』主演者（* 1970年）[128]
- 2月19日 - マックス・デスフォー（英語版）、アメリカ合衆国の写真家、ピューリッツァー賞受賞者（* 1913年）[129]
- 2月19日 - 侯煥玲（中国語版）（キャンディ・ハウ）、香港の女優（* 1922年）[130]
- 2月19日 - 望月信彦、日本の実業家、元クミアイ化学工業社長（* 1925年）[131]
- 2月19日 - ユーリ・チュカノフ（ロシア語版）、ロシアのボート競技選手、1952年ヘルシンキ、1956年メルボルンオリンピックダブルスカル金メダリスト（* 1930年）[132]
- 2月19日 - 吉田忠明、日本の大蔵官僚、実業家、元東京国税局長、トマト銀行社長・会長（* 1933年）[133]
- 2月19日 - 野中隆史、日本の銀行家、みずほ信託銀行会長（* 1952年）[134]
- 2月19日 - ジュディ・ブレイム（英語版）、イギリスのファッションデザイナー（* 1960年）[135]
- 2月19日 - セルゲイ・リトビノフ、ロシアの陸上競技選手、ソウルオリンピックハンマー投金メダリスト（* 1958年）[136]
- 2月19日 - 大家仁志、日本の俳優、声優（* 1964年）[137]
- 2月19日 - MC Stormin（英語版）、イギリスのグライム、ドラムンベースMC（* 1984年）[138]
- 2月20日 - 金子兜太、日本の俳人（* 1919年）[139]
- 2月20日 - 服部武彦、日本の実業家、元宮島信用金庫理事長（* 1925年?）[140]
- 2月20日 - 谷田利景、日本の実業家、ポッカコーポレーション（現：ポッカサッポロフード&ビバレッジ）創業者（* 1926年）[141]
- 2月20日 - 吉田寛、日本の実業家、元三光汽船社長（* 1927年?）[142]
- 2月20日 - ベブ・ドラン、アメリカ合衆国のゴルフカート開発者、E-Z-GO（英語版）創業者（* 1928年）[143]
- 2月20日 - 松本圭一郎、日本の実業家、元焼津水産化学工業社長（* 1935年）[144]
- 2月20日 - 石井晃、日本の数学者、金沢工業大学教授（* 1947年）[145]
- 2月20日 - 伊達治一郎、日本のレスリング選手、1976年モントリオールオリンピック金メダリスト（* 1952年）[146]
- 2月21日 - ビリー・グラハム、アメリカ合衆国の福音伝道師（* 1918年）[147]
- 2月21日 - 屋良朝春、日本の画家（* 1940年）[148]
- 2月21日 - 露の慎悟、日本の落語家（* 1949年）[149]
- 2月21日 - 下村正直、日本の政治家、元高知県黒潮町長（* 1949年?）[150]
- 2月21日 - 大杉漣、日本の俳優、タレント（* 1951年）[151]
- 2月21日 - エマ・チェンバーズ（英語版）、イギリスの女優（* 1964年）[152]
- 2月21日 - チャ・ミョンウク（朝鮮語版）、大韓民国の俳優（* 1972年）[153]
- 2月22日 - ナネット・ファブレイ（英語版）、アメリカ合衆国の女優、歌手、ダンサー（* 1920年）[154]
- 2月22日 - リチャード・E・テイラー、カナダの物理学者、ノーベル物理学賞受賞者（* 1929年）[155]
- 2月22日 - 礒山雅、日本の音楽学者、国立音楽大学招聘教授（* 1948年）[156]
- 2月22日 - 李菁（中国語版）（リー・チン）、香港の女優（* 1948年）[157]
- 2月22日 - 桐嶋直志、日本のミュージシャン（* 生年不詳）[158]
- 2月23日 - ダーウォード・ノウルズ、バハマのセーリング選手、1964年東京オリンピック金メダリスト（* 1917年）[159]
- 2月23日 - ルイス・ギルバート、イギリスの映画監督（* 1920年）[160]
- 2月23日 - 永利友喜、日本の政治家、元東京都小金井市長（* 1923年）[161]
- 2月23日 - 佐藤荒夫、日本の政治家、元広島県内海町長（* 1927年?）[162]
- 2月23日 - エディ・アムー（英語版）、イギリスのソウル、ファンク歌手、リアル・シング（英語版）メンバー（* 1944年もしくは1950年）[163][164]
- 2月23日 - 守山史生、日本の天文学者、東京大学名誉教授（* 生年不明）[165]
- 2月24日 - セルゲイ・チフビンスキー（ロシア語版）、ロシアの外交官（* 1918年）[166]
- 2月24日 - 亀谷是、日本の農林経済学者、京都大学名誉教授（* 1931年）[167]
- 2月24日 - バド・ラッキー（英語版）、アメリカ合衆国のアニメーター、声優（* 1934年）[168]
- 2月24日 - 左とん平、日本の俳優・タレント（* 1937年）[169]
- 2月24日 - 林家ライス、日本の漫才師（* 1941年）[170]
- 2月24日 - 谷光大、日本の実業家、元JMS社長（* 1943年）[171]
- 2月24日 - シュリデヴィ、インドの女優（* 1963年）[172]
- 2月25日 - 山岸宜公、日本のチェリスト（* 1940年）[173]
- 2月25日 - ウィリアム・ピニェイロ・ロドリゲス、ブラジルのサッカー選手（* 1989年）[174]
- 2月25日（発見日） - ヤン・クツィアク、スロバキアのジャーナリスト（* 1990年）[175]
- 2月26日 - ベンジャミン・メルニカー、アメリカ合衆国の映画プロデューサー（* 1913年）[176]
- 2月26日 - 鈴木弘茂、日本の原子力工学者、東京工業大学名誉教授（* 1921年）[177]
- 2月26日 - リチャード・ハンドリー（英語版）、アメリカ合衆国のピアニスト、作曲家（* 1931年）[178]
- 2月26日 - 菊池敏行、日本の政治家、茨城県議会議長（* 1946年）[179]
- 2月26日 - ポール・デ・メオ（英語版）、アメリカ合衆国の脚本家（* 1953年）[180]
- 2月26日 - 冨重圭以子、日本のスポーツジャーナリスト、毎日新聞社専門編集委員（* 1955年）[181]
- 2月26日 - 李柏光（中国語版）、中華人民共和国の弁護士、人権派活動家（* 1968年）[182]
- 2月27日 - 武藤三郎、日本の電気工学者、元名古屋工業大学学長（* 1919年）[183]
- 2月27日 - ルシアーノ・ベンハミン・メネンデス（英語版）、アルゼンチンの元軍人、ビデラ政権下における白色テロ（汚い戦争）指揮者の1人（* 1927年）[184]
- 2月27日 - 中島藍川、日本の篆刻家、元全日本篆刻連盟会長（* 1928年）[185]
- 2月27日 - ジョ・バッタ・モラッシ、イタリアのヴァイオリン製作家（* 1934年）[186]
- 2月27日 - 小林昭一、日本の化学者、京都大学名誉教授（* 1935年）[187]
- 2月27日 - 増田久弥、日本の非線形解析学者、東北大学名誉教授（* 1937年）[188]
- 2月27日 - 斎藤勇一、日本の政治家、元福島県金山町長（* 1939年）[189]
- 2月27日 - ウーゴ・サンチャゴ（スペイン語版）、アルゼンチンの映画監督（* 1939年）[190]
- 2月27日 - エンリケ・カストロ・ゴンサレス（キニ）、スペインのサッカー選手、元同国代表（* 1949年）[191]
- 2月27日 - 平山誠、日本の政治家、元参議院議員（* 1952年）[192]
- 2月28日 - 安藤精一、日本の歴史学者、和歌山大学名誉教授（* 1922年）[193]
- 2月28日 - 田畑ヨシ、日本の語り部、昭和三陸地震と東日本大震災の体験者（* 1925年）[194]
- 2月28日 - 阿部明子、日本の育児学者、東京家政大学名誉教授（* 1927年）[195]
- 2月28日 - ハーヴェイ・シュミット（英語版）、アメリカ合衆国の作曲家（* 1929年）[196]
- 2月28日 - ジャエンドラ・サラスワティ（英語版）、インドのグル、第69代シャンカラ・アーチャーリヤ（* 1935年）[197]
- 2月28日 - ウィリアム・H・T・ブッシュ、アメリカ合衆国の銀行家、投資家、ジョージ・H・W・ブッシュの弟（* 1938年）[198]
- 2月28日 - 陳小魯（中国語版）、中華人民共和国の実業家、陳毅の息子（* 1946年）[199]
- 2月28日 - バリー・クリミンズ（英語版）、アメリカ合衆国のコメディアン、政治風刺作家（* 1953年）[200]